# Efferia chapadensis
Efferia chapadensis är en tvåvingeart som först beskrevs av Stanley Willard Bromley 1928.  Efferia chapadensis ingår i släktet Efferia och familjen rovflugor. Inga underarter finns listade i Catalogue of Life.